# Отведи ме в ада
„Отведи ме в ада“ (на английски: Drag Me to Hell) е американски филм на ужасите от 2009 г., написан и режисиран от Сам Рейми. Във филма участват Алисън Ломан, Джъстин Лонг, Лорна Рейвър, Дилип Рао, Дейвид Паймър и Адриана Бараса.